# Jestřebí (kraj liberecki)
Jestřebí – gmina w Czechach, w powiecie Česká Lípa, w kraju libereckim. 1 stycznia 2014 liczyła 834 mieszkańców.